# قطعنامه ۶۰۴ شورای امنیت
قطعنامه ۶۰۴ شورای امنیت سازمان ملل متحد که در تاریخ ۱۴ دسامبر ۱۹۸۷ تصویب شد، سندی بین‌المللی دربارهٔ قبرس است. این قطعنامه طی نشست ۲۷۷۱ام با ۱۵ موافق، ۰ مخالف و ۰ ممتنع تصویب شد.